# GLUT-2

Glut-2 in basaler Membran von Epithelzellen

GLUT-2 (Glucosetransporter Typ 2) (Gen: SLC2A2) ist der Name für einen Glucosetransporter. GLUT-2 ist in der Zellmembran mehrerer Zelltypen von Säugetieren lokalisiert und ermöglicht insulinunabhängig die Ein- bzw. Ausschleusung von Glucose. Beim Menschen wird GLUT-2 vor allem in der Leber, im Dünndarm, Nieren und Pankreas gebildet. Mutationen im SLC2A2-Gen können das Protein unbrauchbar machen; dies verursacht das seltene Fanconi-Bickel-Syndrom.
In vielen Lehrbüchern hat sich bis jetzt die falsche Meinung gehalten, die humanen β-Zellen des Pankreas würden wie die der Ratte oder Maus GLUT2 exprimieren. Tatsächlich ist es der Glucosetransporter GLUT1.

## Funktion
Die Aufgabe von GLUT-2 in der Dünndarmschleimhaut ist es normalerweise, die über SGLT1 und GLUT-5 aus dem Darmlumen aufgenommenen Glucose-, Galactose- und Fructosemoleküle ins Blut zu schleusen. Jedoch wird GLUT-2 bei hohem Glucoseanteil der Nahrung auch apical (ins Darmlumen) lokalisiert und erhöht so die Glucoseaufnahme durch Diffusion. Ähnlich zu SGLT1 resorbiert GLUT-2 in den Nieren Glucose zurück.
In der Leber, aber auch im Gehirn, ist GLUT-2, abgesehen von der Erleichterung der Glucoseaufnahme, möglicherweise Teil des Messapparats für den Glucosespiegel.
Mutationen in diesem Gen liegen dem Fanconi-Bickel-Syndrom zugrunde.